# منتخب السنغال لكرة اليد
منتخب السنغال لكرة اليد هو الممثل الرسمي لدولة السنغال في رياضة كرة اليد. نافس في بطولة أفريقيا لكرة اليد للرجال 9 مرات وكان الظهور الأول له فيها سنة 1974 حيث حقق أفضل نتيجة له في البطولة وهي المركز الثالث.

## وصلات خارجية
- الموقع الرسمي